# Puerto San Carlos (Baja California Sur)
Puerto San Carlos es una localidad que se encuentra en la costa oeste del municipio de Comondú, cuya cabecera del municipio es Ciudad Constitución, en el estado de Baja California Sur, México. Se ubica a 57 kilómetros de Ciudad Constitución y a 265 kilómetros de La Paz.
Primer puerto de altura en el estado, abierto a la navegación oficialmente en 1968, la localidad es un puerto pesquero que también recibe a turistas durante la temporada en la que se pueden observar a las ballenas grises. También se practica la pesca de marlin, pez vela, dorado y atún.